# Fjättjärnen
Fjättjärnen är en sjö i Härjedalens kommun i Härjedalen och ingår i Dalälvens huvudavrinningsområde. Sjön har en area på 0,246 kvadratkilometer och ligger 858,5 meter över havet. Fjättjärnen ligger i Rogen Natura 2000-område. Sjön avvattnas av vattendraget Stor-Fjätan. Vid provfiske har lake och öring fångats i sjön.

## Delavrinningsområde
Fjättjärnen ingår i det delavrinningsområde (691003-133398) som SMHI kallar för Utloppet av Fjättjärnen. Medelhöjden är 903 meter över havet och ytan är 3,77 kvadratkilometer. Det finns inga avrinningsområden uppströms utan avrinningsområdet är högsta punkten. Stor-Fjätan som avvattnar avrinningsområdet har biflödesordning 3, vilket innebär att vattnet flödar genom totalt 3 vattendrag innan det når havet efter 528 kilometer. Avrinningsområdet består mestadels av kalfjäll (87 procent). Avrinningsområdet har 0,25 kvadratkilometer vattenytor vilket ger det en sjöprocent på 6,5 procent.